# Escueillens-et-Saint-Just-de-Bélengard
Escueillens-et-Saint-Just-de-Bélengard is een gemeente in het Franse departement Aude (regio Occitanie) en telt 140 inwoners (1999). De plaats maakt deel uit van het arrondissement Limoux.

## Geografie
De oppervlakte van Escueillens-et-Saint-Just-de-Bélengard bedraagt 10,8 km², de bevolkingsdichtheid is 13,0 inwoners per km².
De onderstaande kaart toont de ligging van Escueillens-et-Saint-Just-de-Bélengard met de belangrijkste infrastructuur en aangrenzende gemeenten.

## Demografie
Onderstaande figuur toont het verloop van het inwonertal (bron: INSEE-tellingen).

Vanwege een beveiligingsprobleem met de MediaWiki Graph-software is het momenteel niet mogelijk deze grafiek weer te geven. Zodra de software is bijgewerkt zal de grafiek vanzelf weer zichtbaar worden.